# Sunifred (abat)
Sunifred (?- 890/891) fou un noble amb origen de la dinastia carolíngia. Fou abat del monestir de Santa Maria d'Arles (d. 878).

## Relacions familiars
Fou fill de Sunifred I d'Urgell-Cerdanya (805-849, comte de Barcelona, Girona i Osona, entre d'altres) i, per tant, germà de Guifré el Pilós. Tot i no estar casat, fou pare de:
1. Guifré (ca. 870 -?), vicari de Cabra i Mediona
2. Sendred de Castelvell.